# Encheloclarias velatus
Encheloclarias velatus är en fiskart som beskrevs av Ng och Tan 2000. Encheloclarias velatus ingår i släktet Encheloclarias och familjen Clariidae. Inga underarter finns listade i Catalogue of Life.